# 하나되는기쁨
「하나되는 기쁨」은 최희열이라는 가명으로 양승훈 교수가 2005년 8월 도서출판 예영커뮤니케이션을 통해 출간한 부부상담 서적이다. 저자를 포함한 일부 가정사역자들은 책의 내용이 구약 아가서의 1차적인 의미인 부부의 육체적인 사랑을 노래한 것이라고 주장하며 책의 내용에 문제가 없다고 주장하였다. 반면, "여성의 질은 성(性)과 성(聖)을 연결하는 통로이다.", "성경(聖經)은 성경(性經)이다.", "하나님은 성(性)을 만드시고 ‘심히 좋다’고 선언하셨다.","남녀의 하나됨을 통해 성기(性器)가 성기(聖器)가 되고 성교(性交)는 성교(聖交)가 된다." 등 책의 내용에 대하여 일부 보수적인 단체들의 강한 반발이 있었다.
2010년 12월 15일에 한국기독교연합회(한기총) 이단사이비대책위원회(이대위)는 이 책을 반기독교 음란서적으로 규정하고 저자 양승훈 교수와 추천자 정동섭 목사를 사이비로 규정하였다. 이후 책의 저자와 추천자 및 일부 가정사역자들은 한기총 규정의 실효성을 문제 삼았으나, 한기총은 2012년 4월 24일에 발표한 "<하나되는 기쁨> 결의사항 확인의 건"을 통하여 사이비로 결의한 것에 문제가 없음을 재확인하였다.
본서에 대한 다양한 반응을 보도하고 있는 기사들을 다음과 같다.
- 2009.4.15 크리스천 투데이, 김대원기자, “성경을 성경(性經)으로 보는 가정사역 교본 논란”
- 2009.4.19 교회연합신문 1면 “성경을 섹스경전으로 해석한 가정사역 교본 나돌아”
- 2010.3.15 뉴스앤조이,  "<하나 되는 기쁨> 둘러싼 '뜨거운' 논란"
- 2010.12.22 연합뉴스보도자료 “하나되는 기쁨 반기독교적 음란서적 규정”
- 2010.12.27 기독교신문 “하나되는 기쁨 반기독교 서적 규정”
- 2011.3.11 뉴스앤조이, 박철수 목사,  "또 다른 한기총의 비리 - <하나 되는 기쁨>을 변호하며"
- 2011.3.23 뉴스앤조이, 이인규 권사,  "이단 연구가를 사이비로 매도 말라"
- 2011.4.5  뉴스앤조이, 왜 반기독교 서적 <하나 되는 기쁨>을 옹호하나
- 2011.04.17 뉴스앤조이, 이인규 권사, "교개연은 왜 정체성에 대해 침묵하나"
- 2012.05.10 크리스천 투데이,「하나되는 기쁨」 추천자 정동섭 목사, 출판기념회 논란